# Esqui aquático nos Jogos Pan-Americanos de 2019 - Rampa masculino
A competição da rampa masculino foi um dos eventos do esqui aquático nos Jogos Pan-Americanos de 2019, em Lima. Foi disputada na Laguna Bujama nos dias 28 e 29 de julho.

## Calendário
Horário local (UTC-5).
| Data        | Horário | Fase         |
| ----------- | ------- | ------------ |
| 28 de julho | 14:50   | Preliminares |
| 29 de julho | 14:45   | Finais       |

## Medalhistas
| Ouro   | USA Taylor Garcia    |
| Prata  | CHI Felipe Miranda   |
| Bronze | CAN Dorien Llewellyn |

## Resultados

### Preliminares
Os oito melhores atletas se classificaram para a final, com um limite de dois atletas por nação.
| Colocação | Atleta             | Nacionalidade      | Salto 1 | Salto 2 | Salto 3 | Resultados | Notas |
| --------- | ------------------ | ------------------ | ------- | ------- | ------- | ---------- | ----- |
| 1         | Taylor Garcia      | USA Estados Unidos | 209     | 214     | 0       | 214        | Q     |
| 2         | Felipe Miranda     | CHI Chile          | 211     | 205     | 213     | 213        | Q     |
| 3         | Emile Ritter       | CHI Chile          | 193     | 206     | 195     | 206        | Q     |
| 4         | Rodrigo Miranda    | CHI Chile          | 202     | 182     | 202     | 202        |       |
| 5         | Dorien Llewellyn   | CAN Canadá         | 198     | 197     | 196     | 198        | Q     |
| 6         | Tobías Giorgis     | ARG Argentina      | 172     | 179     | 183     | 183        | Q     |
| 7         | Rafael de Osma     | PER Peru           | 177     | 177     | 178     | 178        | Q     |
| 8         | Ignacio Giorgis    | ARG Argentina      | 138     | 0       | 0       | 138        | Q     |
| 9         | Álvaro Lamadrid    | MEX México         | 108     | 125     | 136     | 136        | Q     |
| 10        | Federico Jaramillo | COL Colômbia       | 106     | 133     | 127     | 133        |       |

### Finais
| Colocação         | Atleta           | Nacionalidade      | Salto 1 | Salto 2 | Salto 3 | Resultados | Notas |
| ----------------- | ---------------- | ------------------ | ------- | ------- | ------- | ---------- | ----- |
| Medalha de ouro   | Taylor Garcia    | USA Estados Unidos | 206     | 214     | 0       | 214        |       |
| Medalha de prata  | Felipe Miranda   | CHI Chile          | 213     | 145     | 203     | 213        |       |
| Medalha de bronze | Dorien Llewellyn | CAN Canadá         | 202     | 207     | 207     | 207        |       |
| 4                 | Emile Ritter     | CHI Chile          | 190     | 202     | 201     | 202        |       |
| 5                 | Tobias Giorgis   | ARG Argentina      | 187     | 194     | 189     | 194        |       |
| 6                 | Rafael de Osma   | PER Peru           | 182     | 168     | 165     | 182        |       |
| 7                 | Álvaro Lamadrid  | MEX México         | 124     | 140     | 126     | 140        |       |
| 8                 | Ignacio Giorgis  | ARG Argentina      | 0       | 0       | 0       | 0          |       |